# Norra Hestra landskommun
Norra Hestra landskommun var en tidigare kommun i Jönköpings län.

## Administrativ historik
När 1862 års kommunalförordningar trädde i kraft den 1 januari 1863 inrättades i Sverige cirka 2 400 landskommuner samt 89 städer och ett mindre antal köpingar.
Då inrättades i Norra Hestra socken i Mo härad i Småland denna kommun. Vid kommunreformen 1952 uppgick denna landskommun i Södra Mo landskommun.
1974 upplöstes Södra Mo kommun och detta område uppgick i Gislaveds kommun.

## Politik

### Mandatfördelning i Norra Hestra landskommun 1946
| 5 | 7 | 4 | 4 |

| 20 |